# Névhezkötés
A programozási nyelvekben a névhezkötés az entitások (adatok és/vagy kód) azonosítókkal való társítása. Egy objektumhoz kötött azonosítót úgy mondjuk, hogy hivatkozik arra az objektumra. A gépi nyelvekben nincs beépített fogalom az azonosítókra, de a név-objektum kötés mint szolgáltatás és jelölés a programozási nyelvekben van megvalósítva a programozó számára. A kötés szorosan összefügg a hatáskörrel, mivel a hatáskör meghatározza, hogy melyik nevek kapcsolódnak melyik objektumokhoz - melyik helyeken a programkódban (lexikálisan) és a lehetséges végrehajtási utak egyikében (időben).
Az azonosító használata egy olyan összefüggési kontextusban, amihez az azonosítóhoz kötődést állít fel, kötési (vagy definiáló) előfordulásnak nevezhető. Az összes egyéb előfordulásban (például kifejezésekben, értékadásokban és alprogram hívásokban) egy azonosító azt jelent, amihez kötve van; ilyen előfordulásokat alkalmazott előfordulásoknak nevezik.

## Kötési idő
- A statikus kötés (vagy korai kötés ) az a névhezkötés, amelyet a program futtatása előtt hajtanak végre.[2]
- A dinamikus kötés (vagy késői kötés vagy virtuális kötés ) az a névhezkötés, amelyet a program futása közben hajtanak végre.[2]

Egy statikus kötés példája egy közvetlen C függvényhívás: az azonosító által hivatkozott függvény nem változhat futásidőben.
A dinamikus kötés példája a dinamikus küldés, például egy C++ virtuális metódushívás. Mivel egy polimorf objektum konkrét típusa nem ismert futási idő előtt (általában), a végrehajtott függvény dinamikusan lesz kötve. Vegyük például a következő Java kódot:
```
public
 
void
 
foo
(
java
.
util
.
List
<
String
>
 
list
)
 
{

    
list
.
add
(
"bar"
);

}

```

A List egy interfész, tehát a list-nak az egyik altípusára]] kell hivatkoznia. A lista lehet egy LinkedList, egy ArrayListvagy valamilyen más List altípusa. Az add által hivatkozott metódus futásidőig nem ismert. C-ben, ahol nincs dinamikus kötés, egy hasonló cél elérhető lehet egy olyan függvényhívással, amelyet egy változó vagy kifejezés mutat egy függvény mutató típusú változóra, aminek az értéke ismeretlen, amíg futásidőben nem értékelődik ki.

## Újrakötés és mutáció
Az újrakötés nem tévesztendő össze a mutációval vagy a hozzárendeléssel.
- Újrafelkötés az egy módosítás a hivatkozás azonosítóban.
- A hozzárendelés (a hivatkozott) változó módosítása.
- A mutáció egy objektum módosítása a memóriában, amelyre esetleg egy változó hivatkozik, vagy azonosítóhoz van kötve.

Vegye figyelembe a következő Java kódot:
```
LinkedList
<
String
>
 
list
;

list
 
=
 
new
 
LinkedList
<
String
>
();

list
.
add
(
"foo"
);

list
 
=
 
null
;

{
 
LinkedList
<
Integer
>
 
list
 
=
 
new
 
LinkedList
<
Integer
>
();
 
list
.
add
(
Integer
(
2
));
 
}

```

Az azonosító listát egy változóhoz kötik az első sorban; a másodikban egy objektumra való hivatkozást (egy karakterláncokból álló láncolt listát) rendelnek a változóhoz. A változó által hivatkozott láncolt lista aztán mutálódik, egy karakterlánc hozzáadásával a listához. Ezután a változónak az állandó null értéket adják. Az utolsó sorban az azonosító újra kötődik a blokk hatókörében. A blokkon belüli műveletek egy új változóhoz férnek hozzá, és nem a korábban list megkötött változóhoz.

## Késő statikus
A késői statikus kötés egy kötés változata, valahol a statikus és a dinamikus kötés között. 
Lásd az alábbi PHP példát:
```
class
 
A

{

    
public
 
static
 
$word
 
=
 
"hello"
;

    
public
 
static
 
function
 
hello
()
 
{
 
print
 
self
::
$word
;
 
}

}

class
 
B
 
extends
 
A

{

    
public
 
static
 
$word
 
=
 
"bye"
;

}

B
::
hello
();

```

Ebben a példában a PHP értelmező self belül A::hello() kulcsszót az A osztályhoz köti, így a B::hello() hívása a "hello" karakterláncot eredményezi. Ha a self::$word késői statikus kötésen alapuló szemantikája lett volna, akkor az eredmény "bye" lett volna.
A PHP 5.3-as verziójától kezdődően a késői statikus kötés támogatott. Pontosabban, ha self::$word a fentiekben static::$word re módosult, ahogy az a következő blokkban látható, ahol a static kulcsszó csak futásidőben lenne kötve, akkor a B::hello() hívás eredménye "bye" lenne:
```
class
 
A

{

    
public
 
static
 
$word
 
=
 
"hello"
;

    
public
 
static
 
function
 
hello
()
 
{
 
print
 
static
::
$word
;
 
}

}

class
 
B
 
extends
 
A

{

    
public
 
static
 
$word
 
=
 
"bye"
;

}

B
::
hello
();

```